# Boratîn, Radîvîliv
Boratîn (în ucraineană Боратин) este localitatea de reședință a comunei Boratîn din raionul Radîvîliv, regiunea Rivne, Ucraina.

## Demografie
Componența lingvistică a localității Boratîn
     Ucraineană (99,78%)
     Alte limbi (0,22%)
Conform recensământului din 2001, majoritatea populației localității Boratîn era vorbitoare de ucraineană (99,78%), existând în minoritate și vorbitori de alte limbi.